# Commonwealth Games 2022/3×3-Basketball
Bei den Commonwealth Games 2022 in Birmingham, England, fanden im 3×3-Basketball vier Wettbewerbe statt, die vom 29. Juli bis 2. August 2022 in Smithfield ausgetragen wurden. Australien, England und Kanada konnten dabei alle Medaillen gewinnen. Darunter gewann Australien zwei Goldmedaillen, England und Kanada gewannen jeweils eine.

## Wettbewerbe und Zeitplan
| G | Gruppenspiele | CM | Platzierungsspiele | ¼ | Viertelfinale | ½ | Halbfinale | B | Spiel um die Bronzemedaille | F | Spiel um die Goldmedaille |

| Datum → Wettbewerb ↓ | Fr. 29. | Fr. 29. | Sa. 30. | Sa. 30. | So. 31. | So. 31. | Mo. 1 | Mo. 1 | Di. 2. | Di. 2. | Di. 2. |
| Session →            | N       | A       | N       | A       | N       | A       | N     | A     | N      | N      | A      |
| -------------------- | ------- | ------- | ------- | ------- | ------- | ------- | ----- | ----- | ------ | ------ | ------ |
| Männer               | G       | G       | G       | G       | G       | G       | ¼     | ½     | B      | B      | F      |
| Frauen               | G       | G       | G       | G       | G       | G       | ¼     | ½     | B      | B      | F      |
| Männer Rollstuhl     | G       | G       | G       | G       | G       | G       |       | ½     | CM     | B      | F      |
| Frauen Rollstuhl     | G       | G       | G       | G       | G       | G       | ½     |       | CM     | B      | F      |

## Männer
| Platz | Land | Sportler                                                   |
| ----- | ---- | ---------------------------------------------------------- |
| 1     | ENG  | Jamell Anderson Kayne Henry Myles Hesson Orlan Jackman     |
| 2     | AUS  | Greg Hire Daniel Johnson Jesse Wagstaff Thomas Wright      |
| 3     | CAN  | Alex Johnson Bikramjit Gill Jordan Jensen-Whyte Adam Paige |

## Frauen
| Platz | Land | Sportlerinnen                                                       |
| ----- | ---- | ------------------------------------------------------------------- |
| 1     | CAN  | Taya Hanson Rosalie Mercille Sarah Te-Biasu Tara Wallack            |
| 2     | ENG  | Shanice Beckford-Norton Hannah Jump Chantelle Handy Cheridene Green |
| 3     | AUS  | Lauren Scherf Lauren Mansfield Marena Whittle Alex Wilson           |

## Rollstuhl

### Männer
| Platz | Land | Sportler                                                      |
| ----- | ---- | ------------------------------------------------------------- |
| 1     | AUS  | Luke Pople Lachlin Dalton Kurt Thompson Jake Kavanagh         |
| 2     | CAN  | Vincent Dallaire Colin Higgins Robert Hedges                  |
| 3     | ENG  | Tyler Baines Lee Manning Abderrahim Taghrest Charlie McIntyre |

### Frauen
| Platz | Land | Sportlerinnen                                            |
| ----- | ---- | -------------------------------------------------------- |
| 1     | CAN  | Tara Llanes Tamara Steeves Kady Dandeneau Elodie Tessier |
| 2     | AUS  | Amber Merritt Georgia Inglis Hannah Dott Ella Sabbljak   |
| 3     | ENG  | Jade Atkin Amy Conroy Joy Haizelden Charlotte Moore      |

## Medaillenspiegel
| Platz | Land       | Gold | Silber | Bronze | Gesamt |
| ----- | ---------- | ---- | ------ | ------ | ------ |
| 1     | Kanada     | 2    | 1      | 1      | 4      |
| 2     | Australien | 1    | 2      | 1      | 4      |
| 3     | England    | 1    | 1      | 2      | 4      |